# Братская могила советских воинов (Ишимбай)
Братская могила советских воинов — памятное место (сооружение) в городе Ишимбае, посвящённое воинам Советской армии, умершим от тяжёлых ранений во время Великой Отечественной войны 1941—1945 годов. Объект культурного наследия России регионального значения, рег. № 021610456230005.

## Описание памятника
Памятник расположен на окраине бывшего кладбища, которое находилось между улицами Зелёной, Губкина, Вахитова и Чкалова.
Монумент изготовлен из бетона и оштукатурен: металлическое ограждение, периметр 8 метров.

## История
В годы Великой Отечественной войны в Ишимбае по адресу: Геологическая улица, д. 10/3, располагались два эвакогоспиталя — 2606 и 5920. Умерших воинов хоронили на кладбище на тогдашней окраине города.
В 1949 году председатель исполнительного комитета Ишимбайского городского Совета депутатов трудящихся Габдрахман Габидович Хисматуллин выступил с инициативой о сооружении памятника всем павшим воинам.
Долгое время сооружение находилось в плохом состоянии. В 2014 году на одной из сторон установили мемориальную доску с перечнем захороненных солдат, в 2015 году произведена реставрация памятника.